# Rover SD1
El Rover SD1 -comercializado entre otros como Rover Vitesse, Rover 3500, Rover 2600, Rover 2300,   Rover 2400 SD Turbo o Standard 2000-,  fue un automóvil del segmento E producido por British Leyland. Es considerado como el último verdadero Rover ya que fue el último en producirse en Solihull, ser diseñado por ingenieros de Rover y montar el motor Rover V8 derivado del bloque Buick-215 en sus versiones altas. Todos los Rover posteriores fueron producidos en las plantas de Longbridge y Cowley con tecnología Honda y más tarde de BMW.

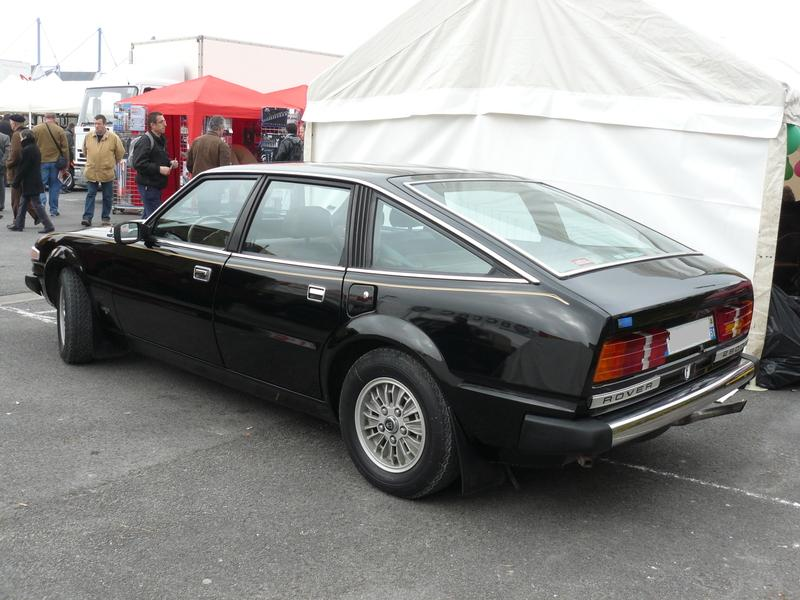

## Historia
En 1971, Rover y Triumph, las marcas que había adquirido Leyland Motor Corporation antes de su fusión con BMH crearon la división de proyectos RT (por Rover Triumph), de la que el RT Number 1 sería su primer proyecto, un modelo con variantes de ambas marcas para sustituir tanto al Rover P6 como al Triumph 2000/2.5PI/2500 . El proyecto pronto cambió a SD1 (por Specialist Division 1) al englobarse las antiguas marcas de Leyland en la "división especial" de BL, destinándose exclusivamente a Rover, a la espera de una variante menor SD2 para sustituir al Triumph Dolomite. El equipo encabezado por el diseñador David Bache, parte del estudio  "BMC 1800 Berlina Aerodinámica"  que la empresa Pininfarina, encargada del diseño de los BMC en los años 50 y 60 había realizado en el 1967 y cuya influencia es también patente en la línea  Kammback del Citroën CX, diseñado por Robert Opron con trazos muy similares aunque sin portón trasero. El equipo de Bache incorpora como rasgo distintivo el frontal sin parrilla y con los grandes intermitentes laterales inspirado en el Ferrari Daytona.
Tras la creación de British Leyland, inicialmente se mantuvo el esquema procedente de la fusión de Morris y Austin, por el que cada marca mantenía sus plantas y su propia red de distribución. El viejo sistema cambia con el Informe Ryder  de 1975, que recomendaba que la empresa pública BL reconvirtiese su división de automóviles en una empresa "única y unificada", es decir los productos se diseñarían, producirían y comercializarían conjuntamente, manteniendo únicamente separadas las redes comerciales de Austin-Morris-Princess orientada a productos de gran difusión y Jaguar-Rover-Triumph (JRT) especializada en productos exclusivos.
Esto significó la desaparición de las marcas más pequeñas fruto de absorciones anteriores, junto con el principio del fin de las marcas Triumph, y Morris. El SD1, diseñado previamente, se ubicó entre las versiones 2200 del Austin Princess y las versiones de entrada del Jaguar XJ6, forzando el abandono de Jaguar Cars del segmento ejecutivo compacto sin que nunca se desarrollase una variante SD2 para Triumph por su competencia directa con el Princess. Para ello contaba con argumentos a favor como su estética, el portón trasero o sus motores V8, junto con inconvenientes importantes con una suspensión dependiente trasera , muy bien guiada -tubo de empuje y mecanismo de Watt- y con opción de corrector de altura Nivomat , pero inferior al eje De Dion de su antecesor el P6 y más incómoda que la sencilla suspensión hydragas de su hermano menor el Princess. El diseño interior y acabado fueron igualmente muy criticados por su diseño minimalista, muy alejado de la tradición británica hasta la aparición de la segunda serie que retomó con acierto el clasicismo esperable en un Rover.

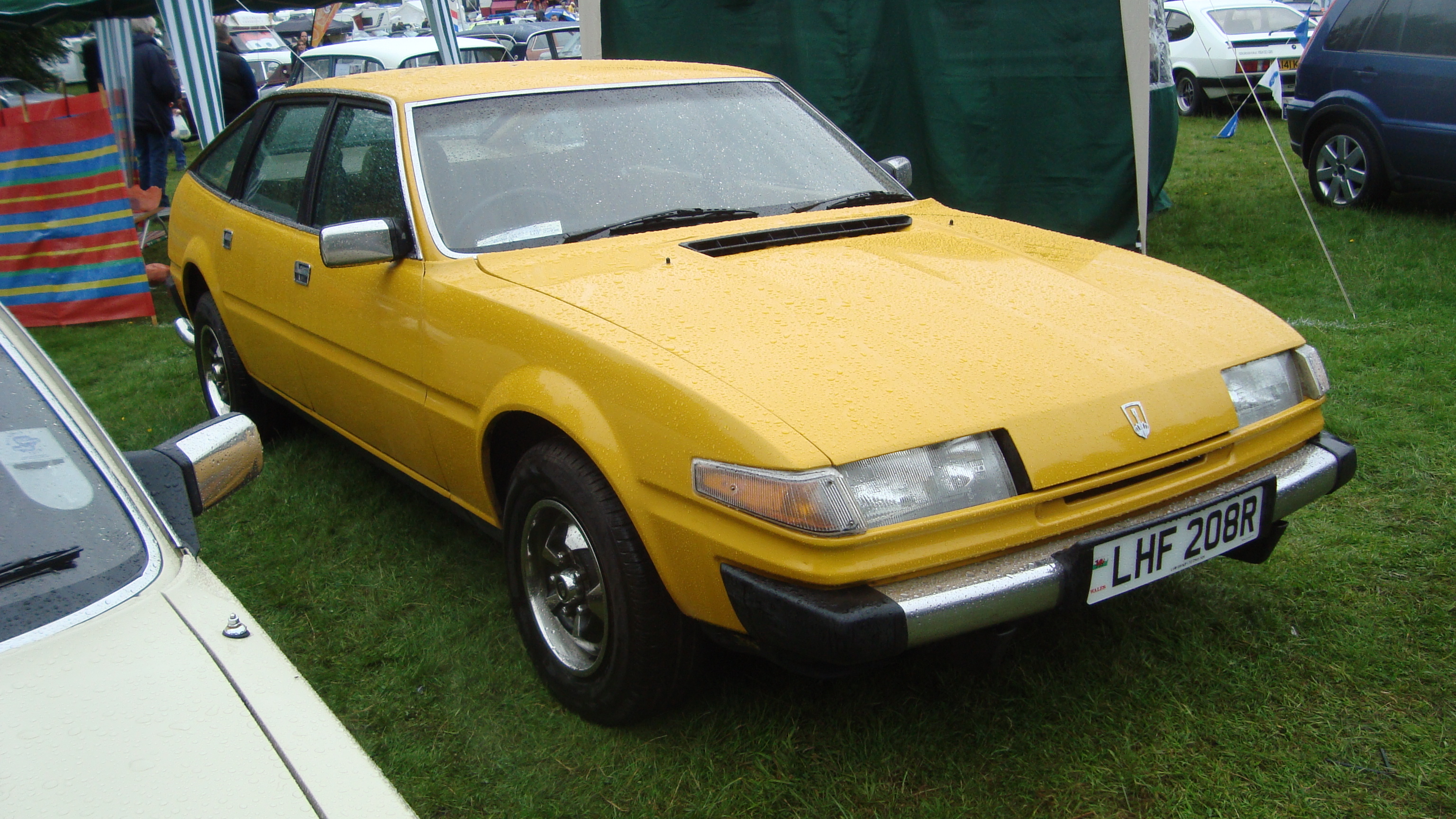
Rover SD1 Primera serie

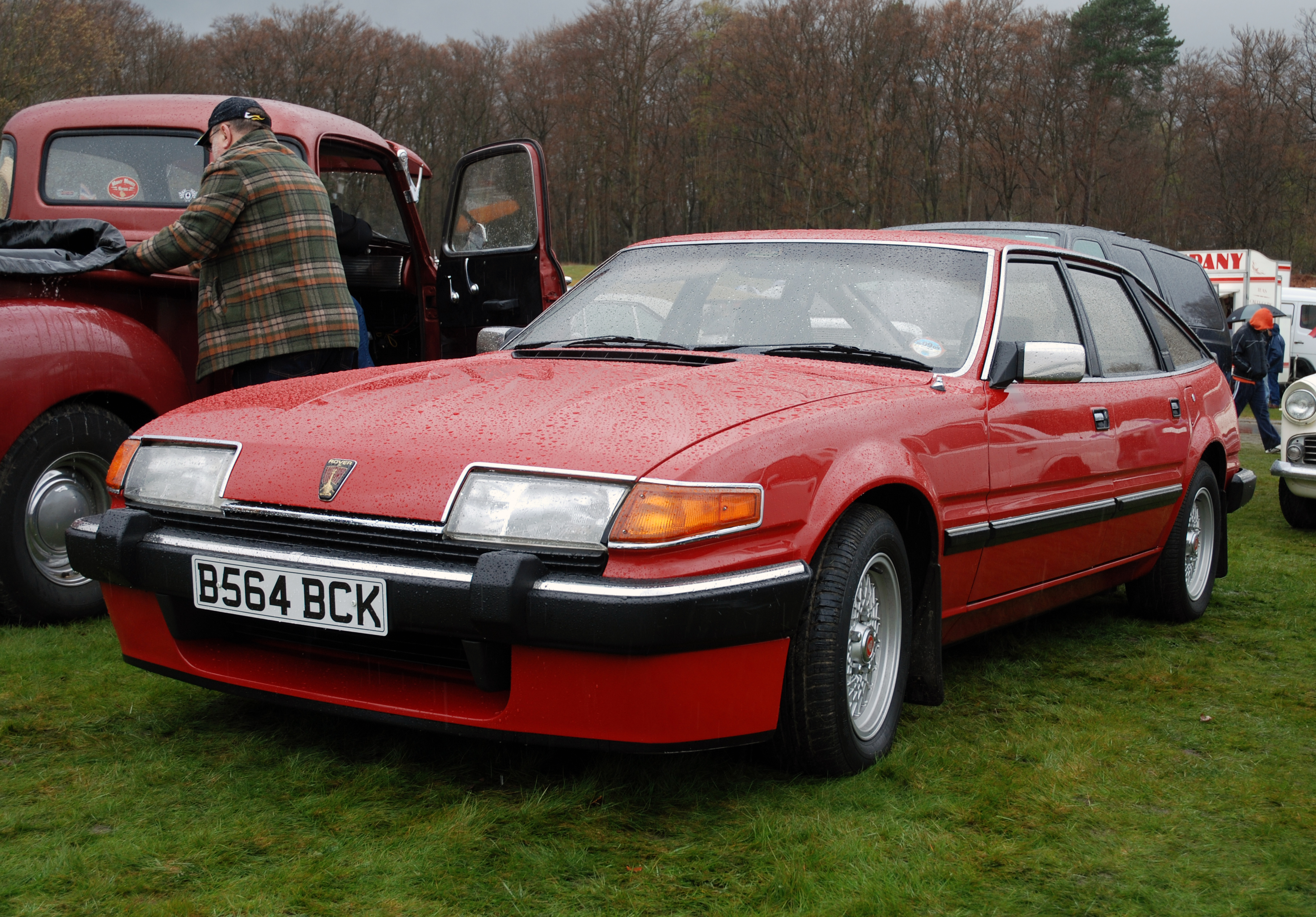
Rover SD1 Segunda serie

## Nomenclatura
En "SD1", la "SD" se refiere a "Specialist Division" y "1" es el primer coche que viene del equipo de diseño de la casa. A veces se refiere equivocadamente como "SDI" ("i" se utiliza comúnmente en la nomenclatura del coche para identificar la inyección de combustible).

## Versiones
- Rover 2000
- Rover 2300
- Rover 2300 S
- Rover 2300 SE
- Rover 2400 SD Turbo
- Rover 2600
- Rover 2600 S
- Rover 2600 SE
- Rover 2600 Vanden Plas
- Rover 3500
- Rover 3500 SE
- Rover 3500 Vanden Plas
- Rover 3500 Vanden Plas EFi
- Rover V8-S
- Rover Vitesse

## Motorizaciones
- Un motor de 4 cilindros de 2 litros proveniente del Morris Ital de 90 CV de potencia.
- Dos motores de 6 cilindros en línea de origen Triumph de 2300 cm³ y 2600 cm³ desarrollando respectivamente 125 y 138 CV.
- Un V8 de 3500 cm³ de origen Buick de 157 CV.
- Un motor VM de 4 cilindros diésel de 2400 cm³ con el fin de adaptarse a la crisis petrolífera de 1973.
- El modelo Vitesse tenía un motor deportivo V8 de 3500 cm³ de 190 CV, modelo que sirvió de base en las competiciones europeas durante los años 1980.

## Competición
El Rover sd1 tuvo un éxito considerable en el Grupo A de turismos logrando varios títulos y victorias importantes:
-Rene metge se proclama campeón del campeonato francés de turismos de 1982. En 1985 el sd1 repetiria victoria, pero esta vez a los mandos del expiloto de f1 Jean-Louis Schlesser.
-Steve Soper y Rene Metge se impusieron en el Rac tourist Trophy de 1983
-Jeff Allam y Armin Hahne ganaron la famosa carrera australiana Bathurst 1000 en 1984 a los mandos de un Rover vitesse preparado por Tom Walkinshaw Racing (TWR).
-En 1984 también, Andy Rouse se proclamó campeón del campeonato británico de turismos.
-En 1985 Tom Walkinshaw y Win Percy ganaron 6 pruebas(Monza, Vallelunga, Donington, Silverstone, Nogaro y Jarama) del campeonato europeo de turismos al volate de un TWR Rover Vitesse. También lograrían el título al ser descalificado el equipo volvo por irregularidades en sus coches, aunque el título les fue devuelto en extrañas circunstancias. En 1986 ganaron 5 pruebas (Monza, Donington, Anderstorp, Zeltweg y Silverstone).
-Kurt Thiim se hace con el campeonato alemán del DTM en 1986.
El sd1 también fue utilizado como coche de rallyes entre 1984 y 1985, venciendo el campeonato británico de rallyes a las manos de Tony Pond en 1985. Al terminar dicha temporada el sd1 fue reemplazado en favor del MG metro 6R4 del grupo B.

-